# James Meade
James Edward Meade (ur. 23 czerwca 1907 w Swanage, zm. 22 grudnia 1995 w Cambridge) – ekonomista brytyjski, laureat Nagrody Banku Szwecji im. Alfreda Nobla w dziedzinie ekonomii w 1977 roku.
Studiował na Oksfordzie i w Cambridge. W latach 1947–1957 był profesorem London School of Economics, następnie (do 1969) na Cambridge. Zajmował się przede wszystkim teorią handlu międzynarodowego, analizą podziału dochodu narodowego, teorią wzrostu gospodarczego.
W 1977 otrzymał Nagrodę Banku Szwecji im. Alfreda Nobla w dziedzinie ekonomii za badanie wpływu polityki gospodarczej na handel zagraniczny w modelu otwartym gospodarki; razem z nim uhonorowano Bertila Ohlina.

## Wybrane publikacje
- Theory of International Economic Policy (1951)
- Principles of Political Economy (1965–1976, cztery tomy)
- The Intelligent Radical’s Guide to Economic Policy (1975).